# Alycaeus balingensis
Alycaeus balingensis е вид коремоного от семейство Cyclophoridae. Видът е критично застрашен от изчезване.

## Разпространение
Разпространен е в Малайзия (Западна Малайзия).